# Over 21
Over 21 is een Amerikaanse filmkomedie uit 1945 onder regie van Charles Vidor.

## Verhaal
Max Wharton is de hoofdredacteur van een New Yorkse krant, die in een vlaag van vaderlandsliefde zijn baan opzegt en zich aanmeldt bij het Amerikaanse leger. Zijn vrouw Paula is een succesvolle scenarioschrijfster en zij is allerminst tevreden met die beslissing. Uiteindelijk besluit ze Max toch te volgen naar Florida, waar zijn basisopleiding plaatsvindt.

## Rolverdeling
| Acteur           | Personage            |
| ---------------- | -------------------- |
| Irene Dunne      | Paula Wharton        |
| Alexander Knox   | Max W. Wharton       |
| Charles Coburn   | Robert Drexel Gow    |
| Jeff Donnell     | Jan Lupton           |
| Loren Tindall    | Luitenant Roy Lupton |
| Lee Patrick      | Mevrouw Foley        |
| Phil Brown       | Frank MacDougal      |
| Cora Witherspoon | Mevrouw Gates        |
| Charles Evans    | Kolonel Foley        |